# Діана і вагітна німфа Каллісто
«Діана і вагітна німфа Каллісто» (італ. Diana and Callisto) — картина міфологічного жанру італійського художника Гаетано Гандольфі (1734—1802 рр). за живописним сюжетом Діана і Каллісто.

## Опис твору
Тема картини узята з твору Овідія «Метаморфози» («Перетворення»).
Купанню Діани, яка в III столітті до н. е. була ототожнена з богинею Місяця, сестрою сонячного Аполлона, присвячений цикл композицій. Полотно Тіціана на цей сюжет користувалося широкою популярністю. Незаймана мисливиця була оточена своїми повірницями, цнотливими німфами. Одну з них, Каллісто (що означає «Гарніша за всіх»), спокусив верховний олімпієць Зевс, набувши подоби самої Діани.
У прихованому від людей куточку природи богиня-мисливиця Діана влаштувала власну купальню. Місце купальні зберігалось у таємниці. Умовою для оточення богині, котре складали німфи, було непохитне зберігання цноти і відсутність стосунків з чоловіками. Цим відзначалась і сама Діана.
Обітницю порушила німфа Каллісто. Її побачив верховний бог Зевс і, перетворившись на саму Діану, позбавив її цноти. Каллісто завагітніла. Розгнівана Діана вигнала геть німфу, що порушила обітницю. Сцену викриття вагітності Каллісто і подав у власній картині болонський художник Гаетано Гандольфі.
Обрану тут витонченість жіночої статури вчені схильні відносити до впливу англійського живопису, наданому на Річчі під час його перебування в Лондоні. У період роботи над полотном він разом з племінником Марко розписував Берлінгтон-Гаус (сьогодні — Королівська академія мистецтв). У пейзажі (і це ознака нового стилю) форми немов розчиняються в серіях невагомо легких, вібруючих мазків. Саме так утверджувалася декоративна складова рококо.

## Історія побутування картини
Князь Микола Борисович Юсупов не надто розбирався в живописі і прислухався до моди на тих чи інших майстрів. Перебування за кордоном, спілкування з митцями сприяли виробленню особистих смаків князя, що надавав перевагу академічним майстрам Італії 17 та 18 ст., представникам стилю рококо і класицизму. Особливістю колекціонера була замова картин сучасним майстрам Франції і Італії під час кількох подорожей за кордон.
Він відвідав Болонью, де популярність виборов місцевий художник Гаетано Гандольфі, представник болонського академізму. Князь придбав у художника дві картини — одну релігійної тематики («Марія Магдалина в пустелі»), другу — міфологічної. Нею і була «Діана і вагітна німфа Каллісто».
По смерті князя його нащадки продали фривольну картину з еротичним сюжетом. Відомо, що картина деякий час перебувала у Литві. Згодом була подана за кордон.
Картина була відома мистецтвознавцям, але довгий час місце її розташування було невідоме. 1977 року були віднайдені два ескізи — «Діана і Каллісто» та «Тріумф Венери». Сюжети ескізів розпізнали завдяки фотофіксаціям живопису з архіву музею Лувр як замальовки композицій до картин, що колись зберігались у Литві. 1977 року ескізи помилково віднесли до авторства французького художника Луї Жана Франсуа Лагрене (1725—1805). Але зацікавленість в стилі рококо виявляв і італійський майстер Гаетано Гандольфі, що був знайомим з художником-французом Жаном-Оноре Фрагонаром, низка творів останнього теж мала неприхований еротизм.
Оригінал був знайдений лише 2009 року в приватній збірці у США. Оригінал і розпізнали як картину з колишньої картинної галереї садиби Архангельське, продану у Литву. В січні 2010 року картина, котрій повернули авторство болонського художника 18 століття, була продана на аукціоні Крістіс за 4,1 млн американських доларів. Первісна ціна лоту була зазначена як 1,2 млн доларів. Це була рекордна ціна для творів Гандольфі.